# Visions solaires
Visions solaires est un recueil des récits de voyages du poète symboliste russe Constantin Balmont, traduit en français en 1923 par Ludmila Savitzky, et réédité en 2020. En janvier 1905, Balmont fait un voyage de quelques mois au Mexique. En 1912, le poète part en voyage durant onze mois dans les pays du Sud. Il visite notamment l'Australie, la Nouvelle-Zélande, la Polynésie, Ceylan, l'Inde. En mai 1916, il visite le Japon. Ces voyages sont suivis de publications de textes en prose et en vers en Russie. Le recueil Visions solaires réunit les principaux chapitres de plusieurs volumes parus successivement en russe. C'est Balmont lui-même qui collabore avec la traductrice Ludmila Savitzky et l'éditeur Bossard pour mettre au point l'édition francophone rééditée aujourd'hui.    

## Constantin Balmont
L'intérêt pour les cultures étrangères caractérisait le mouvement symboliste russe dans son ensemble : les symbolistes étaient fascinés par tout ce qui était lointain, que ce soit dans le sens métaphysique, historique ou spatial du terme. 
Les voyages lointains sur les océans ont donné à Balmont un afflux d'impressions vivantes, qui ont réagi dans son œuvre poétique. C'est pour cela que l'on rencontre avec lui tant de poèmes « indiens », « mexicains », « océaniens ». Le plus souvent, il ne s'agit pas simplement d'une description des impressions et des expériences épiques, mais d'un désir de s'habituer à l'esprit d'une civilisation étrangère ou passée, d'un pays étranger, de s'identifier à un novice de Brahmā, puis à un prêtre du pays Aztèque. « Avec tout le monde, je fusionne à chaque Instant », déclare le poète. Cette prétention à l'universalité, et ses voyages nombreux, sont chez lui une caractéristique immuable,. 
Balmont a beaucoup voyagé, a parcouru littéralement le monde entier, s'abandonnant au doux sentiment de victoire « sur les siècles et les espaces », non seulement en s'enrichissant d'impressions nouvelles, mais aussi en plongeant dans l'histoire, l'ethnographie, le folklore de chaque nouveau pays visité. 

## Préface
Ludmila Savitzky, la traductrice de Balmont, signe également la préface de Visions solaires en 1923, reproduite dans la réédition. Elle rappelle que le titre a été choisi par Balmont, que le poète s'exprime en prose mais aussi en vers. Que parmi ceux-ci, le vers « Je suis venu au monde pour voir le Soleil » annonce le mieux l'intention du poète. Elle annonce aussi ce que le lecteur ne trouvera pas : des précisions historiques, ethnographiques sur les pays visités. La fantaisie et l'intuition du poète prennent toujours le dessus sur la rigidité scientifique, géographique. Savitzky conclut sa préface comme suit :

« Visions solaires contiennent en grande partie les éléments mêmes du lyrisme de Balmont et forment en quelque sorte une introduction à son œuvre poétique. »

## Fleurs serpentines -Mexique

### Pays des Fleurs rouges
Les deux grands dieux de l'antiquité mexicaine Huitzilopochtli et Quetzalcóatl apparaissent et plongent le lecteur dans l'univers aztèque. Le nom du premier qui signifie Guerrier ressuscité sanctifiait les fêtes de sang où le sacrificateur extirpait le cœur du sacrifié. Quetzalcoat, le Serpent au Plumage d'Émeraude, lui, n'aimait que les fleurs et les fruits, la couleur rouge des sacrifices non sanglants. Deux symboles qui dénotent le mélange si caractéristique chez les Mexicains : cruauté et tendresse. 

### Lettres de route
Du 31 janvier au 14 juin 1905, pendant plus de 5 mois, Balmont voyage et écrit une trentaine de lettres adressées « de loin à Celle qui est proche ». La Corogne est son port d'embarquement en Galice dans le Nord de l'Espagne à bord de l'Atlantique. Au Mexique, les pyramides Cholula, de Xochicalco, Chichén Itzá, Uxmal, sont autant de grands symboles des Aztèques et des Mayas qui leur sont communs avec les Égyptiens. Trois pays de « fervents de Soleil » à « l'origine de la pyramide terrestre, oraison qui s'élève, cantique haut dressé, à jamais immobile en sa piété muette. »   

## Le Pays d'Osiris -Égypte

### Le Nil
La recherche de l'emplacement des sources du Nil, les crues qui inondent les berges ont toujours intrigué les hommes. Les averses d'été alimentent les torrents des montagnes de l'Abyssinie et gagnent le Nil Blanc par l'intermédiaire du Nil Bleu. « Dans ce débordement, toutes les couleurs se fondent. Il y a un Nil vert, un Nil bleu ; tantôt il est rouge, tantôt il est jaune... » «... voici le Nil du Sud, voici le Nil du Nord, l'un tout fardé de rouge, et l'autre tout de bleu. »

### Le Dieu de la Résurrection
Le dieu de la Terre et la Mère des Astres engendrèrent Osiris, Isis, Seth et Nephthys. Après que Seth eut dépecé le corps de son frère Osiris en quatorze parties, Isis retrouve les morceaux et « Elle étreignit celui dont le cœur déjà ne battait plus. Elle conçut et un fils lui naquit... » Ce fils, c'est Horus, le Soleil levant, tandis qu'Osiris règne sur l'Amenti, le Soleil couchant à l'Occident.      

## La Racine du Soleil -Japon

### Le Pays-poème
Du fait du déroulement de la guerre russo-japonaise en 1904 et 1905, Balmont effectue un voyage au Japon en 1916, soit dix ans après le conflit et il s'explique à ce sujet et fait son mea culpa tant il est séduit par les habitants du pays et regrette ses a priori à leur sujet. 
Il part de Vladivostok sur un navire japonais. Du port d'arrivée Tsuruga, il se rend ensuite à Yokohama en chemin de fer et peut admirer le soin mis par les habitants à travailler la terre et à la transformer en un véritable jardin.  

### Magie poétique
Les poèmes haïkus et les tankas démontrent la capacité des japonais à exprimer en quelques lignes la perfection d'une image. Les femmes japonaises ont toujours marqué de leur empreinte la poésie de leur pays. Murasaki Shikibu, Izumi Shikibu sont des poétesses du Xe siècle. 

### Reflet de nacre
À part le Mexique, l'Espagne et la Géorgie, Balmont n'a vraiment aimé que des pays situés sur des îles et il les cite : Majorque, Islande, Angleterre, Ceylan, Sumatra, Australie, Nouvelle-Guinée , Nouvelle-Zélande, Tonga, Samoa, Java. Et de conclure « Saurais-je les énumérer toutes ? » . Le Japon vient s'ajouter à sa liste.

### Chrysanthème blanc
Un Japonais a dit : « Avoir fait deux ou trois haïkus, c'est largement suffisant pour une existence humaine. » « Pourquoi écrire ? Les Japonais n'écrivent pas leurs poèmes, ils les vivent... »

## Océanie

### L'Espace austral
Au début du mois de février 1912, le poète quitte l'Angleterre à bord d'un paquebot qui se rend au Cap en passant par les Canaries. Sans le compter, il y a 13 voyageurs pour Tenerife et cinq qui vont jusqu'au Cap de Bonne-Espérance qu'ils atteignent fin février. De là, Balmont poursuit son voyage en train à travers le désert jusqu'à Johannesbourg et Durban en longeant les monts Drakensberg. « Tout le Sud africain n'est qu'un jardin de parfums obsédants », écrit-il. Il découvre la beauté noire des Zoulous du Natal, les peintures rupestres des Bushmen. 
Son voyage se poursuit ensuite pendant près d'un an depuis l'Afrique du Sud vers l'Australie, la Nouvelle-Zélande, la Polynésie. Balmont a été particulièrement impressionné par sa visite en Océanie et par sa rencontre avec les habitants des îles de Samoa et Tonga. Le poète semble avoir trouvé dans ces régions exotiques des gens vraiment « heureux », qui n'ont pas encore perdu l'immédiateté et la « pureté » des sentiments. Plus tard, il popularisera en Russie le traditions orales, les contes et légendes des peuples d'Océanie. 
Son paquebot, le Corinthic, quitte l'Afrique du Sud pour la Tasmanie à Hobart en traversant la zone antarctique de l'Océan Austral. Hobart est ennuyeux, écrit-il. Les colons anglais on massacré tous les indigènes et une partie de l'île a servi de bagne pour les forçats anglais.

### Île des heureux: Tonga
« J'ai vu une couleur comme on n'en voit qu'en rêve : la tendre émeraude de l'eau tranquille parmi les îles de corail. » « S'il existe sur terre des êtres heureux, ce sont bien ceux d'ici. »

### Île des heureux: Samoa
« Oui, c'est seulement en ces lieux qui, pendant des semaines entières, ne voient aborder nul navire des régions où les peuples couvent des projets sanglants... que je marche non pas dans la rue, ni sur une propriété foncière, mais sur une planète, c'est ici... que je fais inéluctablement partie de l'amour universel. »

### LesMaoris
Les navigateurs d'Europe ont surnommé l'empire des Maoris, Nouvelle-Zélande. Des tribus entières s'y sont trouvées face à face avec les intrus aux visages pâles, indifférents aux biens d'autrui. Elles disparaissent depuis lors avec une rapidité singulière. « Tel est le destin des Maoris. »

### Les Trois Amoureux
Trois garçons aiment la musique et jouent d'un instrument. Chacun va partir sur une île à part et y jouera de cet instrument. Si le cœur de la jeune fille Hiné-Moa est attiré vers l'une des îles elle s'y rendra en barque. Mais son père s'aperçoit de tout et enlève la barque. Comment rejoindre celui qu'elle préfère... ?

## Postface
Leonid Livak écrit la postface de l'ouvrage. C'est une biographie de la traductrice Ludmila Savitzky et en particulier du parcours professionnel qu'elle a connu pour arriver au terme de son projet de traduction de Visions solaires. Les rapports entre Balmont, l'éditeur Bossard et la traductrice étaient en effet éprouvants du fait que chacun suivait un cheminement différent pour atteindre le but, la réalisation de cet ouvrage.  